# Kvalserien till Elitserien i ishockey 2006
Kvalserien till Elitserien i ishockey 2006 spelades 15 mars-10 april 2006 för att avgöra vilka lag som skulle få spela i Elitserien 2006/2007. Kvalserien bestod av sex lag och spelades i tio omgångar, efter att alla lag mött varandra en gång hemma och en gång borta. Malmö Redhawks och Skellefteå AIK gick upp till Elitserien.

## Kvalificerade lag
Från Elitserien (lag 11-12)
- Södertälje SK
- Leksands IF

Från Hockeyallsvenskan (lag 1-4)
- Malmö Redhawks
- Skellefteå AIK
- Rögle BK
- Bofors IK

## Tabellen
| Nr | Lag            | S  | V | O | F | ÖV | ÖF | GM | IM | MS  | P  |
| -- | -------------- | -- | - | - | - | -- | -- | -- | -- | --- | -- |
| 1  | Malmö Redhawks | 10 | 8 | 0 | 2 | 0  | 0  | 43 | 22 | +21 | 24 |
| 2  | Skellefteå AIK | 10 | 7 | 0 | 3 | 0  | 0  | 36 | 23 | +13 | 21 |
| 3  | Södertälje SK  | 10 | 5 | 2 | 3 | 0  | 1  | 35 | 27 | +8  | 17 |
| 4  | Rögle BK       | 10 | 5 | 0 | 5 | 0  | 0  | 24 | 28 | −4  | 15 |
| 5  | Leksands IF    | 10 | 3 | 1 | 6 | 0  | 0  | 23 | 34 | −11 | 10 |
| 6  | Bofors IK      | 10 | 0 | 1 | 9 | 1  | 0  | 19 | 46 | −27 | 2  |

Tabelldata är hämtade från Svenska Ishockeyförbundet.

## Matcher
Omgång 1
|       | 15 mars 2006 | Södertälje SK                | 3–4 (e.fl.)                  | Bofors IK                    | AXA Sports Center        |                          |
| 19:00 | 19:00        | (2–0, 1–2, 0–1, 0–1) Rapport | (2–0, 1–2, 0–1, 0–1) Rapport | (2–0, 1–2, 0–1, 0–1) Rapport | Södertälje Publik: 3 796 | Södertälje Publik: 3 796 |
| 19:00 | 19:00        |                              |                              |                              | Södertälje Publik: 3 796 | Södertälje Publik: 3 796 |
| 19:00 | 19:00        |                              |                              |                              | Södertälje Publik: 3 796 | Södertälje Publik: 3 796 |
| 19:00 | 19:00        |                              |                              |                              | Södertälje Publik: 3 796 | Södertälje Publik: 3 796 |
| 19:00 | 19:00        |                              |                              |                              | Södertälje Publik: 3 796 | Södertälje Publik: 3 796 |
| 19:00 | 19:00        |                              |                              |                              | Södertälje Publik: 3 796 | Södertälje Publik: 3 796 |

|       | 15 mars 2006 | Leksands IF             | 4–2                     | Skellefteå AIK          | Ejendals Arena            |                           |
| 19:00 | 19:00        | (3–0, 0–0, 1–2) Rapport | (3–0, 0–0, 1–2) Rapport | (3–0, 0–0, 1–2) Rapport | Leksands IF Publik: 5 246 | Leksands IF Publik: 5 246 |
| 19:00 | 19:00        |                         |                         |                         | Leksands IF Publik: 5 246 | Leksands IF Publik: 5 246 |
| 19:00 | 19:00        |                         |                         |                         | Leksands IF Publik: 5 246 | Leksands IF Publik: 5 246 |
| 19:00 | 19:00        |                         |                         |                         | Leksands IF Publik: 5 246 | Leksands IF Publik: 5 246 |
| 19:00 | 19:00        |                         |                         |                         | Leksands IF Publik: 5 246 | Leksands IF Publik: 5 246 |
| 19:00 | 19:00        |                         |                         |                         | Leksands IF Publik: 5 246 | Leksands IF Publik: 5 246 |

|       | 15 mars 2006 | IF Malmö Redhawks       | 4–1                     | Rögle BK                | Malmö Isstadion     |                     |
| 19:00 | 19:00        | (2–1, 2–0, 0–0) Rapport | (2–1, 2–0, 0–0) Rapport | (2–1, 2–0, 0–0) Rapport | Malmö Publik: 4 372 | Malmö Publik: 4 372 |
| 19:00 | 19:00        |                         |                         |                         | Malmö Publik: 4 372 | Malmö Publik: 4 372 |
| 19:00 | 19:00        |                         |                         |                         | Malmö Publik: 4 372 | Malmö Publik: 4 372 |
| 19:00 | 19:00        |                         |                         |                         | Malmö Publik: 4 372 | Malmö Publik: 4 372 |
| 19:00 | 19:00        |                         |                         |                         | Malmö Publik: 4 372 | Malmö Publik: 4 372 |
| 19:00 | 19:00        |                         |                         |                         | Malmö Publik: 4 372 | Malmö Publik: 4 372 |

Omgång 2
|       | 17 mars 2006 | Rögle BK                | 4–0                     | Leksands IF             | Ängelholms Ishall       |                         |
| 19:00 | 19:00        | (2–0, 2–0, 0–0) Rapport | (2–0, 2–0, 0–0) Rapport | (2–0, 2–0, 0–0) Rapport | Ängelholm Publik: 3 904 | Ängelholm Publik: 3 904 |
| 19:00 | 19:00        |                         |                         |                         | Ängelholm Publik: 3 904 | Ängelholm Publik: 3 904 |
| 19:00 | 19:00        |                         |                         |                         | Ängelholm Publik: 3 904 | Ängelholm Publik: 3 904 |
| 19:00 | 19:00        |                         |                         |                         | Ängelholm Publik: 3 904 | Ängelholm Publik: 3 904 |
| 19:00 | 19:00        |                         |                         |                         | Ängelholm Publik: 3 904 | Ängelholm Publik: 3 904 |
| 19:00 | 19:00        |                         |                         |                         | Ängelholm Publik: 3 904 | Ängelholm Publik: 3 904 |

|       | 17 mars 2006 | Skellefteå AIK          | 5–2                     | Södertälje SK           | Skellefteå Kraft Arena   |                          |
| 19:00 | 19:00        | (2–0, 2–1, 1–1) Rapport | (2–0, 2–1, 1–1) Rapport | (2–0, 2–1, 1–1) Rapport | Skellefteå Publik: 5 200 | Skellefteå Publik: 5 200 |
| 19:00 | 19:00        |                         |                         |                         | Skellefteå Publik: 5 200 | Skellefteå Publik: 5 200 |
| 19:00 | 19:00        |                         |                         |                         | Skellefteå Publik: 5 200 | Skellefteå Publik: 5 200 |
| 19:00 | 19:00        |                         |                         |                         | Skellefteå Publik: 5 200 | Skellefteå Publik: 5 200 |
| 19:00 | 19:00        |                         |                         |                         | Skellefteå Publik: 5 200 | Skellefteå Publik: 5 200 |
| 19:00 | 19:00        |                         |                         |                         | Skellefteå Publik: 5 200 | Skellefteå Publik: 5 200 |

|       | 17 mars 2006 | Bofors IK               | 2–9                     | IF Malmö Redhawks       | Nobelhallen             |                         |
| 19:00 | 19:00        | (1–3, 1–2, 0–4) Rapport | (1–3, 1–2, 0–4) Rapport | (1–3, 1–2, 0–4) Rapport | Karlskoga Publik: 3 061 | Karlskoga Publik: 3 061 |
| 19:00 | 19:00        |                         |                         |                         | Karlskoga Publik: 3 061 | Karlskoga Publik: 3 061 |
| 19:00 | 19:00        |                         |                         |                         | Karlskoga Publik: 3 061 | Karlskoga Publik: 3 061 |
| 19:00 | 19:00        |                         |                         |                         | Karlskoga Publik: 3 061 | Karlskoga Publik: 3 061 |
| 19:00 | 19:00        |                         |                         |                         | Karlskoga Publik: 3 061 | Karlskoga Publik: 3 061 |
| 19:00 | 19:00        |                         |                         |                         | Karlskoga Publik: 3 061 | Karlskoga Publik: 3 061 |

Omgång 3
|       | 20 mars 2006 | Rögle BK                | 4–0                     | Bofors IK               | Ängelholms Ishall       |                         |
| 19:00 | 19:00        | (2–0, 1–0, 1–0) Rapport | (2–0, 1–0, 1–0) Rapport | (2–0, 1–0, 1–0) Rapport | Ängelholm Publik: 3 487 | Ängelholm Publik: 3 487 |
| 19:00 | 19:00        |                         |                         |                         | Ängelholm Publik: 3 487 | Ängelholm Publik: 3 487 |
| 19:00 | 19:00        |                         |                         |                         | Ängelholm Publik: 3 487 | Ängelholm Publik: 3 487 |
| 19:00 | 19:00        |                         |                         |                         | Ängelholm Publik: 3 487 | Ängelholm Publik: 3 487 |
| 19:00 | 19:00        |                         |                         |                         | Ängelholm Publik: 3 487 | Ängelholm Publik: 3 487 |
| 19:00 | 19:00        |                         |                         |                         | Ängelholm Publik: 3 487 | Ängelholm Publik: 3 487 |

|       | 20 mars 2006 | Södertälje SK           | 4–0                     | Leksands IF             | AXA Sports Center        |                          |
| 19:00 | 19:00        | (3–0, 1–0, 0–0) Rapport | (3–0, 1–0, 0–0) Rapport | (3–0, 1–0, 0–0) Rapport | Södertälje Publik: 5 393 | Södertälje Publik: 5 393 |
| 19:00 | 19:00        |                         |                         |                         | Södertälje Publik: 5 393 | Södertälje Publik: 5 393 |
| 19:00 | 19:00        |                         |                         |                         | Södertälje Publik: 5 393 | Södertälje Publik: 5 393 |
| 19:00 | 19:00        |                         |                         |                         | Södertälje Publik: 5 393 | Södertälje Publik: 5 393 |
| 19:00 | 19:00        |                         |                         |                         | Södertälje Publik: 5 393 | Södertälje Publik: 5 393 |
| 19:00 | 19:00        |                         |                         |                         | Södertälje Publik: 5 393 | Södertälje Publik: 5 393 |

|       | 20 mars 2006 | IF Malmö Redhawks       | 3–4                     | Skellefteå AIK          | Malmö Isstadion     |                     |
| 19:00 | 19:00        | (3–1, 0–3, 0–0) Rapport | (3–1, 0–3, 0–0) Rapport | (3–1, 0–3, 0–0) Rapport | Malmö Publik: 3 885 | Malmö Publik: 3 885 |
| 19:00 | 19:00        |                         |                         |                         | Malmö Publik: 3 885 | Malmö Publik: 3 885 |
| 19:00 | 19:00        |                         |                         |                         | Malmö Publik: 3 885 | Malmö Publik: 3 885 |
| 19:00 | 19:00        |                         |                         |                         | Malmö Publik: 3 885 | Malmö Publik: 3 885 |
| 19:00 | 19:00        |                         |                         |                         | Malmö Publik: 3 885 | Malmö Publik: 3 885 |
| 19:00 | 19:00        |                         |                         |                         | Malmö Publik: 3 885 | Malmö Publik: 3 885 |

Omgång 4
|       | 22 mars 2006 | Södertälje SK           | 4–0                     | Rögle BK                | AXA Sports Center        |                          |
| 19:00 | 19:00        | (2–0, 1–0, 1–0) Rapport | (2–0, 1–0, 1–0) Rapport | (2–0, 1–0, 1–0) Rapport | Södertälje Publik: 3 555 | Södertälje Publik: 3 555 |
| 19:00 | 19:00        |                         |                         |                         | Södertälje Publik: 3 555 | Södertälje Publik: 3 555 |
| 19:00 | 19:00        |                         |                         |                         | Södertälje Publik: 3 555 | Södertälje Publik: 3 555 |
| 19:00 | 19:00        |                         |                         |                         | Södertälje Publik: 3 555 | Södertälje Publik: 3 555 |
| 19:00 | 19:00        |                         |                         |                         | Södertälje Publik: 3 555 | Södertälje Publik: 3 555 |
| 19:00 | 19:00        |                         |                         |                         | Södertälje Publik: 3 555 | Södertälje Publik: 3 555 |

|       | 22 mars 2006 | Leksands IF             | 1–5                     | IF Malmö Redhawks       | Ejendals Arena            |                           |
| 19:00 | 19:00        | (1–1, 0–2, 0–2) Rapport | (1–1, 0–2, 0–2) Rapport | (1–1, 0–2, 0–2) Rapport | Leksands IF Publik: 5 495 | Leksands IF Publik: 5 495 |
| 19:00 | 19:00        |                         |                         |                         | Leksands IF Publik: 5 495 | Leksands IF Publik: 5 495 |
| 19:00 | 19:00        |                         |                         |                         | Leksands IF Publik: 5 495 | Leksands IF Publik: 5 495 |
| 19:00 | 19:00        |                         |                         |                         | Leksands IF Publik: 5 495 | Leksands IF Publik: 5 495 |
| 19:00 | 19:00        |                         |                         |                         | Leksands IF Publik: 5 495 | Leksands IF Publik: 5 495 |
| 19:00 | 19:00        |                         |                         |                         | Leksands IF Publik: 5 495 | Leksands IF Publik: 5 495 |

|       | 22 mars 2006 | Skellefteå AIK          | 4–0                     | Bofors IK               | Skellefteå Kraft Arena   |                          |
| 19:00 | 19:00        | (1–0, 1–0, 2–0) Rapport | (1–0, 1–0, 2–0) Rapport | (1–0, 1–0, 2–0) Rapport | Skellefteå Publik: 4 521 | Skellefteå Publik: 4 521 |
| 19:00 | 19:00        |                         |                         |                         | Skellefteå Publik: 4 521 | Skellefteå Publik: 4 521 |
| 19:00 | 19:00        |                         |                         |                         | Skellefteå Publik: 4 521 | Skellefteå Publik: 4 521 |
| 19:00 | 19:00        |                         |                         |                         | Skellefteå Publik: 4 521 | Skellefteå Publik: 4 521 |
| 19:00 | 19:00        |                         |                         |                         | Skellefteå Publik: 4 521 | Skellefteå Publik: 4 521 |
| 19:00 | 19:00        |                         |                         |                         | Skellefteå Publik: 4 521 | Skellefteå Publik: 4 521 |

Omgång 5
|       | 24 mars 2006 | IF Malmö Redhawks       | 1–3                     | Södertälje SK           | Malmö Isstadion     |                     |
| 19:00 | 19:00        | (0–1, 1–2, 0–0) Rapport | (0–1, 1–2, 0–0) Rapport | (0–1, 1–2, 0–0) Rapport | Malmö Publik: 4 504 | Malmö Publik: 4 504 |
| 19:00 | 19:00        |                         |                         |                         | Malmö Publik: 4 504 | Malmö Publik: 4 504 |
| 19:00 | 19:00        |                         |                         |                         | Malmö Publik: 4 504 | Malmö Publik: 4 504 |
| 19:00 | 19:00        |                         |                         |                         | Malmö Publik: 4 504 | Malmö Publik: 4 504 |
| 19:00 | 19:00        |                         |                         |                         | Malmö Publik: 4 504 | Malmö Publik: 4 504 |
| 19:00 | 19:00        |                         |                         |                         | Malmö Publik: 4 504 | Malmö Publik: 4 504 |

|       | 24 mars 2006 | Rögle BK                | 0–3                     | Skellefteå AIK          | Ängelholms Ishall       |                         |
| 19:00 | 19:00        | (0–1, 0–1, 0–1) Rapport | (0–1, 0–1, 0–1) Rapport | (0–1, 0–1, 0–1) Rapport | Ängelholm Publik: 3 970 | Ängelholm Publik: 3 970 |
| 19:00 | 19:00        |                         |                         |                         | Ängelholm Publik: 3 970 | Ängelholm Publik: 3 970 |
| 19:00 | 19:00        |                         |                         |                         | Ängelholm Publik: 3 970 | Ängelholm Publik: 3 970 |
| 19:00 | 19:00        |                         |                         |                         | Ängelholm Publik: 3 970 | Ängelholm Publik: 3 970 |
| 19:00 | 19:00        |                         |                         |                         | Ängelholm Publik: 3 970 | Ängelholm Publik: 3 970 |
| 19:00 | 19:00        |                         |                         |                         | Ängelholm Publik: 3 970 | Ängelholm Publik: 3 970 |

|       | 24 mars 2006 | Bofors IK               | 1–3                     | Leksands IF             | Nobelhallen             |                         |
| 19:00 | 19:00        | (1–0, 0–3, 0–0) Rapport | (1–0, 0–3, 0–0) Rapport | (1–0, 0–3, 0–0) Rapport | Karlskoga Publik: 4 004 | Karlskoga Publik: 4 004 |
| 19:00 | 19:00        |                         |                         |                         | Karlskoga Publik: 4 004 | Karlskoga Publik: 4 004 |
| 19:00 | 19:00        |                         |                         |                         | Karlskoga Publik: 4 004 | Karlskoga Publik: 4 004 |
| 19:00 | 19:00        |                         |                         |                         | Karlskoga Publik: 4 004 | Karlskoga Publik: 4 004 |
| 19:00 | 19:00        |                         |                         |                         | Karlskoga Publik: 4 004 | Karlskoga Publik: 4 004 |
| 19:00 | 19:00        |                         |                         |                         | Karlskoga Publik: 4 004 | Karlskoga Publik: 4 004 |

Omgång 6
|       | 28 mars 2006 | Bofors IK               | 2–3                     | Södertälje SK           | Nobelhallen             |                         |
| 19:00 | 19:00        | (1–2, 0–0, 1–1) Rapport | (1–2, 0–0, 1–1) Rapport | (1–2, 0–0, 1–1) Rapport | Karlskoga Publik: 2 013 | Karlskoga Publik: 2 013 |
| 19:00 | 19:00        |                         |                         |                         | Karlskoga Publik: 2 013 | Karlskoga Publik: 2 013 |
| 19:00 | 19:00        |                         |                         |                         | Karlskoga Publik: 2 013 | Karlskoga Publik: 2 013 |
| 19:00 | 19:00        |                         |                         |                         | Karlskoga Publik: 2 013 | Karlskoga Publik: 2 013 |
| 19:00 | 19:00        |                         |                         |                         | Karlskoga Publik: 2 013 | Karlskoga Publik: 2 013 |
| 19:00 | 19:00        |                         |                         |                         | Karlskoga Publik: 2 013 | Karlskoga Publik: 2 013 |

|       | 28 mars 2006 | Skellefteå AIK          | 4–1                     | Leksands IF             | Skellefteå Kraft Arena   |                          |
| 19:00 | 19:00        | (0–1, 2–0, 2–0) Rapport | (0–1, 2–0, 2–0) Rapport | (0–1, 2–0, 2–0) Rapport | Skellefteå Publik: 5 200 | Skellefteå Publik: 5 200 |
| 19:00 | 19:00        |                         |                         |                         | Skellefteå Publik: 5 200 | Skellefteå Publik: 5 200 |
| 19:00 | 19:00        |                         |                         |                         | Skellefteå Publik: 5 200 | Skellefteå Publik: 5 200 |
| 19:00 | 19:00        |                         |                         |                         | Skellefteå Publik: 5 200 | Skellefteå Publik: 5 200 |
| 19:00 | 19:00        |                         |                         |                         | Skellefteå Publik: 5 200 | Skellefteå Publik: 5 200 |
| 19:00 | 19:00        |                         |                         |                         | Skellefteå Publik: 5 200 | Skellefteå Publik: 5 200 |

|       | 28 mars 2006 | Rögle BK                | 1–5                     | IF Malmö Redhawks       | Ängelholms Ishall       |                         |
| 19:00 | 19:00        | (1–2, 0–1, 0–2) Rapport | (1–2, 0–1, 0–2) Rapport | (1–2, 0–1, 0–2) Rapport | Ängelholm Publik: 3 456 | Ängelholm Publik: 3 456 |
| 19:00 | 19:00        |                         |                         |                         | Ängelholm Publik: 3 456 | Ängelholm Publik: 3 456 |
| 19:00 | 19:00        |                         |                         |                         | Ängelholm Publik: 3 456 | Ängelholm Publik: 3 456 |
| 19:00 | 19:00        |                         |                         |                         | Ängelholm Publik: 3 456 | Ängelholm Publik: 3 456 |
| 19:00 | 19:00        |                         |                         |                         | Ängelholm Publik: 3 456 | Ängelholm Publik: 3 456 |
| 19:00 | 19:00        |                         |                         |                         | Ängelholm Publik: 3 456 | Ängelholm Publik: 3 456 |

Omgång 7
|       | 30 mars 2006 | Leksands IF             | 3–4                     | Rögle BK                | Ejendals Arena            |                           |
| 19:00 | 19:00        | (2–1, 1–2, 0–1) Rapport | (2–1, 1–2, 0–1) Rapport | (2–1, 1–2, 0–1) Rapport | Leksands IF Publik: 3 624 | Leksands IF Publik: 3 624 |
| 19:00 | 19:00        |                         |                         |                         | Leksands IF Publik: 3 624 | Leksands IF Publik: 3 624 |
| 19:00 | 19:00        |                         |                         |                         | Leksands IF Publik: 3 624 | Leksands IF Publik: 3 624 |
| 19:00 | 19:00        |                         |                         |                         | Leksands IF Publik: 3 624 | Leksands IF Publik: 3 624 |
| 19:00 | 19:00        |                         |                         |                         | Leksands IF Publik: 3 624 | Leksands IF Publik: 3 624 |
| 19:00 | 19:00        |                         |                         |                         | Leksands IF Publik: 3 624 | Leksands IF Publik: 3 624 |

|       | 30 mars 2006 | Södertälje SK           | 3–4                     | Skellefteå AIK          | AXA Sports Center        |                          |
| 19:00 | 19:00        | (0–2, 1–1, 2–1) Rapport | (0–2, 1–1, 2–1) Rapport | (0–2, 1–1, 2–1) Rapport | Södertälje Publik: 5 534 | Södertälje Publik: 5 534 |
| 19:00 | 19:00        |                         |                         |                         | Södertälje Publik: 5 534 | Södertälje Publik: 5 534 |
| 19:00 | 19:00        |                         |                         |                         | Södertälje Publik: 5 534 | Södertälje Publik: 5 534 |
| 19:00 | 19:00        |                         |                         |                         | Södertälje Publik: 5 534 | Södertälje Publik: 5 534 |
| 19:00 | 19:00        |                         |                         |                         | Södertälje Publik: 5 534 | Södertälje Publik: 5 534 |
| 19:00 | 19:00        |                         |                         |                         | Södertälje Publik: 5 534 | Södertälje Publik: 5 534 |

|       | 30 mars 2006 | IF Malmö Redhawks       | 4–1                     | Bofors IK               | Malmö Isstadion     |                     |
| 19:00 | 19:00        | (2–0, 1–1, 1–0) Rapport | (2–0, 1–1, 1–0) Rapport | (2–0, 1–1, 1–0) Rapport | Malmö Publik: 3 091 | Malmö Publik: 3 091 |
| 19:00 | 19:00        |                         |                         |                         | Malmö Publik: 3 091 | Malmö Publik: 3 091 |
| 19:00 | 19:00        |                         |                         |                         | Malmö Publik: 3 091 | Malmö Publik: 3 091 |
| 19:00 | 19:00        |                         |                         |                         | Malmö Publik: 3 091 | Malmö Publik: 3 091 |
| 19:00 | 19:00        |                         |                         |                         | Malmö Publik: 3 091 | Malmö Publik: 3 091 |
| 19:00 | 19:00        |                         |                         |                         | Malmö Publik: 3 091 | Malmö Publik: 3 091 |

Omgång 8
|       | 3 april 2006 | Leksands IF                  | 3–3 (e.fl.)                  | Södertälje SK                | Ejendals Arena            |                           |
| 19:00 | 19:00        | (1–0, 2–2, 0–1, 0–0) Rapport | (1–0, 2–2, 0–1, 0–0) Rapport | (1–0, 2–2, 0–1, 0–0) Rapport | Leksands IF Publik: 3 361 | Leksands IF Publik: 3 361 |
| 19:00 | 19:00        |                              |                              |                              | Leksands IF Publik: 3 361 | Leksands IF Publik: 3 361 |
| 19:00 | 19:00        |                              |                              |                              | Leksands IF Publik: 3 361 | Leksands IF Publik: 3 361 |
| 19:00 | 19:00        |                              |                              |                              | Leksands IF Publik: 3 361 | Leksands IF Publik: 3 361 |
| 19:00 | 19:00        |                              |                              |                              | Leksands IF Publik: 3 361 | Leksands IF Publik: 3 361 |
| 19:00 | 19:00        |                              |                              |                              | Leksands IF Publik: 3 361 | Leksands IF Publik: 3 361 |

|       | 3 april 2006 | Skellefteå AIK          | 1–2                     | IF Malmö Redhawks       | Skellefteå Kraft Arena   |                          |
| 19:00 | 19:00        | (1–2, 0–0, 0–0) Rapport | (1–2, 0–0, 0–0) Rapport | (1–2, 0–0, 0–0) Rapport | Skellefteå Publik: 5 200 | Skellefteå Publik: 5 200 |
| 19:00 | 19:00        |                         |                         |                         | Skellefteå Publik: 5 200 | Skellefteå Publik: 5 200 |
| 19:00 | 19:00        |                         |                         |                         | Skellefteå Publik: 5 200 | Skellefteå Publik: 5 200 |
| 19:00 | 19:00        |                         |                         |                         | Skellefteå Publik: 5 200 | Skellefteå Publik: 5 200 |
| 19:00 | 19:00        |                         |                         |                         | Skellefteå Publik: 5 200 | Skellefteå Publik: 5 200 |
| 19:00 | 19:00        |                         |                         |                         | Skellefteå Publik: 5 200 | Skellefteå Publik: 5 200 |

|       | 3 april 2006 | Bofors IK               | 2–4                     | Rögle BK                | Nobelhallen             |                         |
| 19:00 | 19:00        | (1–2, 1–1, 0–1) Rapport | (1–2, 1–1, 0–1) Rapport | (1–2, 1–1, 0–1) Rapport | Karlskoga Publik: 1 303 | Karlskoga Publik: 1 303 |
| 19:00 | 19:00        |                         |                         |                         | Karlskoga Publik: 1 303 | Karlskoga Publik: 1 303 |
| 19:00 | 19:00        |                         |                         |                         | Karlskoga Publik: 1 303 | Karlskoga Publik: 1 303 |
| 19:00 | 19:00        |                         |                         |                         | Karlskoga Publik: 1 303 | Karlskoga Publik: 1 303 |
| 19:00 | 19:00        |                         |                         |                         | Karlskoga Publik: 1 303 | Karlskoga Publik: 1 303 |
| 19:00 | 19:00        |                         |                         |                         | Karlskoga Publik: 1 303 | Karlskoga Publik: 1 303 |

Omgång 9
|       | 5 april 2006 | Rögle BK                | 2–5                     | Södertälje SK           | Ängelholms Ishall       |                         |
| 19:00 | 19:00        | (0–3, 1–1, 1–1) Rapport | (0–3, 1–1, 1–1) Rapport | (0–3, 1–1, 1–1) Rapport | Ängelholm Publik: 2 457 | Ängelholm Publik: 2 457 |
| 19:00 | 19:00        |                         |                         |                         | Ängelholm Publik: 2 457 | Ängelholm Publik: 2 457 |
| 19:00 | 19:00        |                         |                         |                         | Ängelholm Publik: 2 457 | Ängelholm Publik: 2 457 |
| 19:00 | 19:00        |                         |                         |                         | Ängelholm Publik: 2 457 | Ängelholm Publik: 2 457 |
| 19:00 | 19:00        |                         |                         |                         | Ängelholm Publik: 2 457 | Ängelholm Publik: 2 457 |
| 19:00 | 19:00        |                         |                         |                         | Ängelholm Publik: 2 457 | Ängelholm Publik: 2 457 |

|       | 5 april 2006 | IF Malmö Redhawks       | 4–3                     | Leksands IF             | Malmö Isstadion     |                     |
| 19:00 | 19:00        | (2–0, 1–2, 1–1) Rapport | (2–0, 1–2, 1–1) Rapport | (2–0, 1–2, 1–1) Rapport | Malmö Publik: 5 769 | Malmö Publik: 5 769 |
| 19:00 | 19:00        |                         |                         |                         | Malmö Publik: 5 769 | Malmö Publik: 5 769 |
| 19:00 | 19:00        |                         |                         |                         | Malmö Publik: 5 769 | Malmö Publik: 5 769 |
| 19:00 | 19:00        |                         |                         |                         | Malmö Publik: 5 769 | Malmö Publik: 5 769 |
| 19:00 | 19:00        |                         |                         |                         | Malmö Publik: 5 769 | Malmö Publik: 5 769 |
| 19:00 | 19:00        |                         |                         |                         | Malmö Publik: 5 769 | Malmö Publik: 5 769 |

|       | 5 april 2006 | Bofors IK               | 4–7                     | Skellefteå AIK          | Nobelhallen             |                         |
| 19:00 | 19:00        | (2–3, 1–1, 1–3) Rapport | (2–3, 1–1, 1–3) Rapport | (2–3, 1–1, 1–3) Rapport | Karlskoga Publik: 1 654 | Karlskoga Publik: 1 654 |
| 19:00 | 19:00        |                         |                         |                         | Karlskoga Publik: 1 654 | Karlskoga Publik: 1 654 |
| 19:00 | 19:00        |                         |                         |                         | Karlskoga Publik: 1 654 | Karlskoga Publik: 1 654 |
| 19:00 | 19:00        |                         |                         |                         | Karlskoga Publik: 1 654 | Karlskoga Publik: 1 654 |
| 19:00 | 19:00        |                         |                         |                         | Karlskoga Publik: 1 654 | Karlskoga Publik: 1 654 |
| 19:00 | 19:00        |                         |                         |                         | Karlskoga Publik: 1 654 | Karlskoga Publik: 1 654 |

Omgång 10
|       | 10 april 2006 | Södertälje SK           | 5–6                     | IF Malmö Redhawks       | AXA Sports Center        |                          |
| 19:00 | 19:00         | (2–2, 1–2, 2–2) Rapport | (2–2, 1–2, 2–2) Rapport | (2–2, 1–2, 2–2) Rapport | Södertälje Publik: 2 273 | Södertälje Publik: 2 273 |
| 19:00 | 19:00         |                         |                         |                         | Södertälje Publik: 2 273 | Södertälje Publik: 2 273 |
| 19:00 | 19:00         |                         |                         |                         | Södertälje Publik: 2 273 | Södertälje Publik: 2 273 |
| 19:00 | 19:00         |                         |                         |                         | Södertälje Publik: 2 273 | Södertälje Publik: 2 273 |
| 19:00 | 19:00         |                         |                         |                         | Södertälje Publik: 2 273 | Södertälje Publik: 2 273 |
| 19:00 | 19:00         |                         |                         |                         | Södertälje Publik: 2 273 | Södertälje Publik: 2 273 |

|       | 10 april 2006 | Skellefteå AIK          | 2–4                     | Rögle BK                | Skellefteå Kraft Arena   |                          |
| 19:00 | 19:00         | (0–0, 0–1, 2–3) Rapport | (0–0, 0–1, 2–3) Rapport | (0–0, 0–1, 2–3) Rapport | Skellefteå Publik: 5 200 | Skellefteå Publik: 5 200 |
| 19:00 | 19:00         |                         |                         |                         | Skellefteå Publik: 5 200 | Skellefteå Publik: 5 200 |
| 19:00 | 19:00         |                         |                         |                         | Skellefteå Publik: 5 200 | Skellefteå Publik: 5 200 |
| 19:00 | 19:00         |                         |                         |                         | Skellefteå Publik: 5 200 | Skellefteå Publik: 5 200 |
| 19:00 | 19:00         |                         |                         |                         | Skellefteå Publik: 5 200 | Skellefteå Publik: 5 200 |
| 19:00 | 19:00         |                         |                         |                         | Skellefteå Publik: 5 200 | Skellefteå Publik: 5 200 |

|       | 10 april 2006 | Leksands IF             | 5–3                     | Bofors IK               | Ejendals Arena            |                           |
| 19:00 | 19:00         | (1–1, 2–2, 2–0) Rapport | (1–1, 2–2, 2–0) Rapport | (1–1, 2–2, 2–0) Rapport | Leksands IF Publik: 3 012 | Leksands IF Publik: 3 012 |
| 19:00 | 19:00         |                         |                         |                         | Leksands IF Publik: 3 012 | Leksands IF Publik: 3 012 |
| 19:00 | 19:00         |                         |                         |                         | Leksands IF Publik: 3 012 | Leksands IF Publik: 3 012 |
| 19:00 | 19:00         |                         |                         |                         | Leksands IF Publik: 3 012 | Leksands IF Publik: 3 012 |
| 19:00 | 19:00         |                         |                         |                         | Leksands IF Publik: 3 012 | Leksands IF Publik: 3 012 |
| 19:00 | 19:00         |                         |                         |                         | Leksands IF Publik: 3 012 | Leksands IF Publik: 3 012 |

Matchdata är hämtade från Svenska Ishockeyförbundet.